# QOOLAND
QOOLAND（クーランド）は、日本の4人組ロックバンド。略称「QLD」。2011年10月14日結成発表、2018年4月7日解散。

## 概要
2011年10月14日に結成発表、それと同時に1stアルバム「DOWNLOAD」を無料で公開。ボスハンドタッピングと呼ばれる奏法を基軸としたギターサウンドが特徴であり、ほぼすべての楽曲に出てくる言ってもいい程この奏法を多用する。「パンクロックの突然変異」と評され東京新宿を拠点とし、結成当初からライブ公演を積極的に行う。2013年は年間100本を超える公演を行った。また、 2013年の夏にロッキング・オンの音楽情報サイト「RO69」のアマチュア・アーティスト・コンテスト「RO69JACK 2013」で優勝し、初のROCK IN JAPAN FESTIVAL出演を果たしている。2016年12月にユニバーサルレコードからメジャーデビュー。2018年4月7日のワンマンライブをもって解散。

## メンバー
- 平井拓郎（ひらいたくろう）：ボーカル、ギター
  - QOOLANDの特徴でもあるタッピングを駆使しながら歌う。
  - 使用ギターはFender USA American Deluxe Telecaster Montego Black。
  - ほとんどの楽曲の作詞作曲を担う。日常、小説、コミック、アニメ、都市、無職、生活の不満などをシニカルに綴る作詞が特徴である。作詞作曲に手がける時間は短く、数時間で曲を書き上げることも。
  - 現在はjuJoeで活動している。
- 川﨑純（かわさきじゅん）：ギター
  - ストラトキャスターを愛用。QOOLANDの特徴でもあるタッピングプレイを多用する。
  - 使用ギターはFender Mexico Stratocaster、Crews Maniac Soundのストラトタイプ。2015年からはESPストラトタイプをライブで主に使用。
  - QOOLANDオフィシャルホームページの管理を担当している。
  - 現在はLEEVELLESで活動している。
- 菅ひであき（菅秀昭、かんひであき）：ベース、コーラス、シャウト
  - メンバーで唯一関西出身ではない（山形県、白鷹町出身）。
  - 演奏中はメンバーの中でも最も激しいパフォーマンスを行う。
  - ベーシストとしての評価は高く、過去にDaisy×Daisyなどアーティストのライブにサポートベースとして参加している。
  - 平井と同様、現在はjuJoeで活動している。
- タカギ皓平（たかぎこうへい）：ドラムス
  - ジャムブロックを用いアクセントとして演奏に盛り込んだ、手数の多いドラミングが特徴的である。
  - 「それでも弾こうテレキャスター」の渋谷残響ショップ特典「ベストオブタカギ」は作詞作曲演奏を全パート1人で行った作品である。
  - 作曲家としても表現が幅広く、平井に「高木は才能を金銭にエンコードする才能があれば億万長者」と言わせる程。
  - LEEVELLESで2025年まで活動。

## 来歴

### 2011年
- - 9月、東京都にて結成。
  - 10月14日、結成発表と同時にフリーダウンロードアルバム「DOWNLOAD」を配信開始。その1週間後の23日に初ライブとしてcinema staff企画のイベント（渋谷LUSH＆HOME2会場同時開催）に出演。

### 2012年
- - 3月29日、自主アルバム「毎日弾こうテレキャスター」を販売開始。初回版にはダンボールパッケージに手書きのTAB譜が同封されていた。
  - 5月には神戸ポートアイランドで行われる音楽フェス、「COMIN'KOBE12」に出演。
  - 8月8日、「DOWNLOAD」の続編としてフリーダウンロードアルバム「DOWNLOAD2」を配信開始。
  - 年末には渋谷club乙で初のカウントダウンライブを行い、菅が年越しそばをステージ上で食べるパフォーマンスを披露した。

### 2013年
- - 5月8日、初の全国流通版であるフルアルバム「それでも弾こうテレキャスター」を自主レーベル下高井戸レコードからリリース。ジャケットはデザイナーのフクモトエミが担当した。
  - 4月に「COMIN'KOBE13」に2年続けて出演。また6月には、名古屋で行われる「SAKAE SP-RING 2013」に初出演。
  - 7月、「RO69JACK 2013」で優勝。賞金100万円と夏の「ROCK IN JAPAN FESTIVAL 2013」への出演権を得る。
  - 8月、「ROCK IN JAPAN FESTIVAL 2013」に出演。
  - 10月には「DIVING ROCK 2013 in KANAZAWA」、「MINAMI WHEEL 2013」に出演。
  - 年末には二年連続となる渋谷club乙でのカウントダウンライブを行い、菅が揚げパスタをステージ上で食べるパフォーマンスを披露した。

### 2014年
- - 2月12日、ep「教室、千切る.ep」をJACKMAN RECORDSからリリース。前回の「それでも弾こうテレキャスター」同様にジャケットはフクモトエミが担当。
  - 3月20日、初のワンマンライブを十三FANDANGOで敢行。また、翌週の3月28日には新宿MARZでもワンマンライブを行った。
  - 4月23日、廃盤となっていたアルバム「毎日弾こうテレキャスター」を再録、新曲を一曲追加した7曲入りのアルバム「毎日弾こうテレキャスターagain」をBLUE ALBUMからリリース。ジャケット担当はイラストレーター田中寛嵩。
  - 4月29日「COMIN'KOBE14」に3年続けて出演。
  - 8月6日、タワーレコード1004枚限定のシングル「片道4,100円」をBLUE ALBUMからリリース。予約段階で各店舗売り切れとなる。ジャケットは漫画家のニコ・ニコルソンが担当。
  - 8月9日、「ROCK IN JAPAN FESTIVAL 2014」に2年連続で出演。
  - 10月1日、2014年の4タイトル目となるアルバム「街と大都市」をBLUE ALBUMからリリース。前作のシングルに引き続きジャケットはニコ・ニコルソンが担当。
  - 11月5日、TSUTAYAレンタル限定アルバム「Rental」リリース。
  - 12月6日、「毎日弾こうテレキャスターagain」「片道4,100円」「街と大都市」3作のリリースツアーファイナルとなるワンマンライブを代官山UNITで行う。

### 2015年
- - 4月29日、「COMIN'KOBE'15」に4年連続で出演。
  - 6月17日、DVD「毎日弾こうテレキャスターagain＆片道4,100円＆街と大都市ツアーファイナル LIVE at 代官山UNIT」リリース。
  - 7月28日、QOOLAND全80曲の中から投票で決定した上位の楽曲を演奏するワンマンライブ「QOOLANDリクエストアワード2015」を新代田FEVERで行う。また、この日より「ファン参加型アルバム制作プロジェクト」と題したクラウドファンディングプロジェクトを開始。約2日と15時間で目標金額の80万円を達成。9月7日までに目標金額を大きく超える約200万円を集める。[1]
  - 7月29日、タワーレコード限定シングル「叫んでよ新宿」リリース。
  - 10月8日、クラウドファンディングの支援金額が120万円に到達したら行うと公言していたフリーライブ「大感謝無料祭り2015」を下北沢ERAで開催。ライブの様子をUstreamで生配信した。
  - 11月1日〜12月4日、東名阪ワンマンツアー2015 "大切なお知らせ" を開催。
  - 12月9日、クラウドファンディングで集めた資金で制作した2枚目のフルアルバム「COME TOGETHER」をリリース。初回限定特典として、2015年12月4日〜2016年4月16日までの期間中、このアルバムに収録されている全曲やライブ映像などのコンテンツが視聴できる、ストリーミングサービス・ラカストとコラボした特設ページ「SHARE TOGETHER」にログインするためのパスコード付きカードが2枚封入されており、1枚を知人や友人に渡すことで特設ページのコンテンツをシェアすることができた。

### 2016年
- - 1月11日、リリースツアー前イベントとして、神戸太陽と虎でワンマンライブ「COME TOGETHER 大演奏会」を開催。
  - 2月5日〜3月27日、対バンツアー「COME TOGETHER RELEASE TOUR」を開催。ツアー19公演中5公演を除く、14公演で前売券1枚で2名入場できる「チケッTOGETHER」を導入。同伴者を連れてきた前売券購入者には特典ステッカーがプレゼントされた。また、2月12日に新代田FEVERで行われた公演では、お笑い芸人のアキラ100%がゲストとして参加した。
  - 4月8日〜4月16日、「COME TOGETHER リリースツアーファイナルシリーズ東名阪ワンマン」を開催。この3公演でも「チケッTOGETHER」が導入され、特典としてアルバム収録曲「ラストセンサー」のMVと各公演ごとに異なる未発表デモ音源がストリーミングで視聴できるラカストカードがプレゼントされた。
  - 5月7日、5年連続で「COMIN'KOBE'16」に出演。
  - 8月6日、「ROCK IN JAPAN FESTIVAL 2016」に出演。
  - 10月15日、QOOLAND5周年企画「本気で演りたい」を開催。12月14日にユニバーサルミュージックよりメジャーデビューすること[2]、そして、その前日12月13日に「QOOLANDインディーズ最後の日」と銘打ったワンマンライブを行うことが発表された。[3]
  - 12月13日、ワンマンライブ「QOOLANDインディーズ最後の日」を開催。
  - 12月14日、メジャーデビューアルバム「本気で演りたい」をユニバーサルミュージック内のレーベル、USMジャパンよりリリース。サウンドプロデューサーに元JUDY AND MARYの恩田快人を迎えている。[4]

### 2017年
- - 5月7日、6年連続で「COMIN'KOBE'17」に出演。
  - 6月19日、ワンマンライブ「This is QOOLAND 1/4」を開催。
  - 8月21日、ワンマンライブ「This is QOOLAND 2/4」を開催。
  - 9月27日、メジャー2ndアルバム「あしたを面白く」をリリース。
  - 10月1日〜12月4日、『日付け指定して呼んでくれたら行く』と「観たいひとが絶対に観れるツアー」[5]あしたを面白くリリースツアー「あなたの街を面白くツアー」を開催。
  - 10月25日、ワンマンライブ「This is QOOLAND 3/4」を開催。
  - 12月7日、6月から2ヶ月ごとに開催していたワンマンライブ「This is QOOLAND」の完結編となる「This is QOOLAND 4/4 〜あなたの街を面白くツアーファイナル〜」開催。
  - 12月26日、2018年4月7日のワンマンライブをもって解散することを発表。[6][7]

### 2018年
- - 1月20日、京都初ワンマン「QOOLAND ワンコインワンマンショー」開催。会場であるライブハウス京都 GROWLYのオフィシャルサイトでチケットを予約すると、チケット代 500円とドリンク代 500円でライブを見ることができる。[8]
  - 4月7日、ラストライブワンマン「We are QOOLAND」開催し解散。約6年半にわたる活動に終止符を打つ。

## ミュージックビデオ
| 監督     | 曲名 |
| 鈴木淳評 | 「白夜行」 |
| 加藤マニ | 「片道4,100円」「Come Together & ある事無い事」「Shining Sherry」                                                          |
| 不明     | 「熊とフナムシ」「ドグラマグラ」「勝つまでが戦争」「膝を割らないうちに」「反吐と悪口」「現実と非現実。」「今日まで有難う」 |

## 主なライブ

### ツアー
- 2012年05月15日-06月30日（7公演） - 「毎日弾こうテレキャスター」tour
w/urema/セミナルエミッション/谷口雅史/ピアノガール/Rhycol./Cö shu Nie/root13./fula/すみか/Monster Blanket/ボナンザグラム
- 2013年05月17日-08月17日（22公演） - 「それでも弾こうテレキャスターツアー」
- 2014年05月15日-7月18日（10公演） - 「毎日弾こうテレキャスターツアー again」
w/Suck a Stew Dry/Large House Satisfaction/memento森/響心soundsorChestrA（オープニングアクト）/Tequeolo Caliqueolo/空きっ腹に酒/Afreud/nameshop/TOKYOGUM/ビレッジマンズストア/SUPER BEAVER/RubberJohnny/RubberJohnny/アンテナ
- 2014年10月 - 毎日弾こうテレキャスター&片道4,100円&街と大都市ツアー
- 2015年11月01日-12月04日(3公演) - 東名阪ワンマンツアー2015 "大切なお知らせ"
- 2016年02月05日-03月27日 - QOOLAND TOUR 2016「COME TOGETHER RELEASE TOUR」(19公演)
w / テスラは泣かない。 / Hello Sleepwalkers / polly / CRAZY VODKA TONIC / 愛はズボーン / Amelie / Halo at 四畳半 / グミ / あららら / The Floor / Linke Auge / LONG TIME NO SEE / NEGI SPECIAL / 吉田崇展とズーカラデル / SLOWLY BUT SURELY / The phrase temple / SOAR OF LIBERTY / 午前四時、朝焼けにツキ / aquarifa / ghostnote / Bentham / フィッシュライフ / Large House Satisfaction / ircle /ジョゼ / T/ssue / Mrs.WiENER / レモン汁。 / アオイハル / LATESHOW / he / 知る権利 / Holograph / cinema staff / アンテナ / LAMP IN TERREN / ウソツキ / アキラ100%
- 2016年04月08日-04月16日 -「COME TOGETHER リリースツアーファイナルシリーズ東名阪ワンマン」(3公演)

### ワンマンライブ
- 2014年03月20日 - 1st ONE MAN LIVE 「進藤と重なって〜大阪編〜」
- 2014年03月28日 - 1st ONE MAN LIVE 「進藤と重なって〜東京編〜」
- 2014年12月06日 - ワンマンライブ -毎テレagain & 片道4,100円 & 街と大都市ツアーFINAL-
- 2015年07月28日 - 「QOOLANDリクエストアワード2015」
- 2015年10月08日 - 「大感謝無料祭り2015」[10]
- 2015年11月01日 - 東名阪ワンマンツアー2015 "大切なお知らせ" 名古屋公演
- 2015年11月23日 - 東名阪ワンマンツアー2015 "大切なお知らせ" 大阪公演
- 2015年12月04日 - 東名阪ワンマンツアー2015 "大切なお知らせ" 東京公演
- 2016年01月11日 - QOOLAND present's「COME TOGETHER 大演奏会」
- 2016年04月08日 - 「COME TOGETHER リリースツアーファイナルシリーズ東名阪ワンマン」 大阪公演
- 2016年04月09日 - 「COME TOGETHER リリースツアーファイナルシリーズ東名阪ワンマン」 名古屋公演
- 2016年04月16日 - 「COME TOGETHER リリースツアーファイナルシリーズ東名阪ワンマン」 東京公演
- 2016年12月13日 - 「QOOLANDインディーズ最後の日」
- 2017年06月19日 - 「This is QOOLAND 1/4」
- 2017年08月21日 - 「This is QOOLAND 2/4」
- 2017年10月25日 - 「This is QOOLAND 3/4」
- 2017年12月07日 - 「This is QOOLAND 4/4」
- 2018年01月20日 - 「QOOLAND ワンコインワンマンショー」
- 2018年04月07日 - QOOLAND Last Live「We are QOOLAND」

### 主催イベント
- 2011年11月27日 - 「おにぎり炸裂」
w/ウタノマニマニ/Alaska Jam
- 2012年01月22日 - 「おにぎり炸裂（神戸編）」
w/memento森/Rhycol./urema
- 2012年04月21日 - QOOLAND & sanoon presents 「さぬんとおにぎり炸裂」
w/夕暮レトロニカ/Suck a Stew Dry/ジョゼ/スズメナインティーン/microcosm
- 2012年11月19日 - 「Kirk Hammett（METALLICA）聖誕祭-御年50歳-」
w/或るミイ/urema/pegmap
- 2012年12月26日 - 「Lars Ulrich（METALLICA）聖誕祭-御年49歳-」
w/シリカ
- 2013年01月05日 - 「ひであき(QOOLAND) 聖誕祭-御年29歳-」
w/Cathy lost one's apricot yesterday/ポッグカウチナゲット/Bob is sick/ボナンザグラム/ハジオキクチバンド
- 2013年05月18日 - 「それでも弾こうテレキャスターレコ発 東京編」
w/undersign/ピアノガール/Sams
- 2014年01月05日 - 「ひであき聖誕祭」
w/bradshaw/musiquo/fifi
- 2015年02月19日 - 「関東大平和祭り2015」
w/Halo at 四畳半/Ivy to Fraudulent Game/平井拓郎(オープニングアクト)
- 2015年04月17日 - 「関東大平和祭り2015 第二話」
w/ircle
- 2015年05月23日 - 「新潟大平和祭り2015」
w/空想委員会/LEGO BIG MORL
- 2015年05月24日 - 「福島大平和祭り2015」
w/空想委員会/LEGO BIG MORL
- 2015年08月21日 - 「十三大平和祭り2015」
w/cinema staff
- 2015年09月22日 - 「京都二条大平和祭り2015」
w/Suck a Stew Dry/MAGIC OF LiFE/[開会宣言者] リツコ
- 2015年09月23日 - 「神戸三ノ宮大平和祭り2015」
w/Suck a Stew Dry/MAGIC OF LiFE/[開会宣言者] alcott
- 2015年10月01日 - 「千葉大平和祭り2015」
w/オワリカラ/Age Factory/[開会宣言者] QLTONE
- 2016年10月15日 - QOOLAND5周年企画「本気で演りたい」
w/フィッシュライフ/The Floor

### 出演イベント
- 2011年10月23日 - cinema staff presents「two strikes to(2) night -MMZ Show Case-」
- 2012年05月05日 - COMIN'KOBE'12
- 2012年06月20日 - Daybreak NIGHT vol.4
- 2012年09月15日 - Yuya Tsuji Presents ETERNAL ROCK CITY.2012
- 2013年03月10日 - デルタpresents「僕たちの戦争」
- 2013年06月09日 - LACHIC presents SAKAE SP-RING 2013
- 2013年08月04日 - ROCK IN JAPAN FESTIVAL 2013
- 2013年09月01日 - Suck a Stew Dry presents【Colorful Lives】名古屋編
- 2013年09月07日 - NAGANO ROCK FESTIVAL 2013
- 2013年10月13日 - DIVING ROCK 2013 in KANAZAWA
- 2013年10月14日 - MINAMI WHEEL 2013
- 2013年11月08日 - TOKYO BOOT UP! 2013
- 2013年11月09日,10日 - SUPER BEAVER「『都会のラクダ』TOUR 2013-秋-」
- 2013年11月29日 - ブタフェス2013
- 2013年12月18日 - "ROCKIN' WALTZ"
- 2014年02月01日,14日 - soulkids presents バレンタイン大作戦2014
- 2014年02月16日 - Jack in the Box
- 2014年02月19日 - SOUND SHOCK WINTER 2014
- 2014年04月06日 - テスラは泣かない。 presents Spring Ephemeral
- 2014年04月16日 - TREASURE SQUARE
- 2014年04月29日 - COMIN'KOBE'14
- 2014年04月30日 - Pangea 3rd Anniversary 千秋楽『agartha20140430』
- 2014年05月04日 - Niigata Rainbow ROCK Market 2014
- 2014年05月06日 - ircle NewE.P『失敗作』Release tour "10years ago&GO!!"
- 2014年05月11日 - SUPER BEAVER『361°』Release Tour 2014〜周回する、ラクダ〜
- 2014年05月18日 - 撃鉄 1st full album『NO UNDERGROUND』release tour 〜バーいってバーやっちゃおうよ〜
- 2014年05月21日 - J-WAVE TOKYO REAL-EYES "LIVE SUPERNOVA"vol.92
- 2014年05月25日 - HOT STUFF presents Tumbling Dice1 〜ダイスをころがせ〜(オープニングアクト)
- 2014年06月05日 - Talking Rock! NEWEST ROCK!! Vol.5
- 2014年06月13日 - craque vol.18
- 2014年06月20日 - ビレッジマンズストア "刃の上を君と行く"リリースツアー〜名古屋編〜 at 愛知
- 2014年07月01日 - HOT STUFF presents Ruby Tuesday supported by TUMBLING DICE
- 2014年07月02日 - ピエール中野「ピエール中野 47都道府県ドラムを叩いてまわるツアー 2014」
- 2014年07月04日 - 夕焼けシャングリラ
- 2014年07月05日 - 見放題2014
- 2014年07月09日 - 蟲ふるう夜に×duo MUSIC EXCHANGE presents 246 UNLEASHED
- 2014年08月09日 - ROCK IN JAPAN FESTIVAL 2014
- 2014年08月16日 - TREASURE05X 2014 〜summer triangle〜
- 2014年08月22日 - SOUND SHOCK2014
- 2014年08月31日 - RADIO BERRY 20th ANNIVERSARY ベリテンライブ2014 〜HEAVEN'S ROCK Utsunomiya VJ-2〜 追加公演
- 2014年09月04日 - HOT STUFF POWER PUSH ! VOL.6 「One Step Beyond」
- 2014年09月20日 - ircle 1st full album release tour / 「iしかないのか?」
- 2014年10月11日 - MINAMI WHEEL 2014
- 2014年10月12日 - 「第10回紅華祭」 日本工学院八王子専門学校 コンサート・イベント科 20th ANNIVERSARY イベント <八王子大作戦 -RED STAGE->
- 2014年10月17日 - DIRTY OLD MEN 「Don't Stop Music」スタート記念イベント
- 2014年10月18日 - bobup vol.16 〜bobup3周年 SPECIAL!〜
- 2014年10月26日 - 第45回山陽学園大学祭 〜KANA-BOON LIVE〜
- 2014年11月01日 - tieemo no Uwatage
- 2014年11月07日 - 後藤まりこと往く、関東近郊りなくすツアー
- 2014年11月15日 - グッドモーニングアメリカ企画フェス「あっ、良いライブここにあります。2014」
- 2014年11月20日 - ROCK the ROCK!!
- 2014年11月30日,12月02日 - 首謀者:空想委員会 大歌の改新 第二期
- 2014年12月31日 - COUNTDOWN JAPAN 14/15
- 2015年01月18日 - GRANDLINE2015
- 2015年03月07日 - mihoudai.tokyo'15
- 2015年03月14日 - HAPPY JACK 2015
- 2015年03月21日 - OTOEMON FESTA 2015
- 2015年04月29日 - COMIN'KOBE'15
- 2015年05月04日 - ミソフェス2015
- 2015年05月18日 - FM802 GLICO LIVE "NEXT"
- 2015年05月30日 - hoshioto'15
- 2015年07月04日 - 見放題 2015
- 2015年08月15日 - TREASURE05X 2015
- 2015年08月29日 - RADIO BERRY ベリテンライブ2015
- 2015年09月12日 - NECOKICKS pre.『信州ココ一番』Day.1
- 2015年09月21日 - フリ放題2015
- 2015年09月26日・27日 - LILI LIMIT presents Etudes release tour 2015
- 2015年09月21日 - FREEDOM NAGOYA × 見放題 EXTRA SHOW "フリ放題2015"
- 2015年10月03日 - 明日フェス2015
- 2015年10月10日 - MINAMI WHEEL 2015
- 2015年10月15日 - クラッキ×KKP47×DEAD TOUR
- 2015年10月17日・18日・30日 - 見放題×下北沢にてTOUR2015〜あのクリームシチューをもう一度〜
- 2015年10月21日 - 1987
- 2015年10月31日 - JOKA FES.2015 -福山城下音楽祭-
- 2015年11月22日 - 下北沢にて'15
- 2015年12月08日・09日 - Bentham「OMG」Release Tour
- 2015年12月17日 - TOWER RECORDS広島店 presents「タワヒロは見たVol.11」
- 2015年12月31日 - O-Crest YEAR END PARTY 2015 Special 4DAYS!
- 2016年01月10日 - ミソフェス2016
- 2016年02月20日 - TECTONiCO #1
- 2016年03月05日 - 見放題東京2016
- 2016年03月21日 - MbS×I♡ RADIO 786「SANUKI ROCK COLOSSEUM」 〜BUSTA CUP 7th round〜
- 2016年04月30日 - UNDER THE DEAD Vol.6
- 2016年05月07日 - COMIN'KOBE16
- 2016年05月21日 - Mujack Dream Land 2016
- 2016年06月04日 - SAKAE SP-RING 2016
- 2016年06月26日 - ネコフェス2016
- 2016年07月02日 - 見放題2016
- 2016年08月28日 - MUSIC MONSTERS -2016 summer-
- 2016年08月14日 - TREASURE05X 2016 -TRIPLE AUTHORITY-
- 2016年08月06日 - ROCK IN JAPAN FESTIVAL 2016
- 2016年09月18日 - Eggs presents TOKYO CALLING 2016
- 2016年10月08日 - MINAMI WHEEL 2016
- 2016年12月03日 - 下北沢にて'16
- 2016年12月31日 - O-Crest YEAR END PARTY 2016 4DAYS！
- 2017年02月04日 - でらロックフェスティバル2017
- 2017年02月05日 - machioto 2017
- 2017年03月04日 - 見放題東京2017
- 2017年05月07日 - COMIN'KOBE 17
- 2017年05月20日 - キョロキョロキョート2017
- 2017年07月01日 - 見放題2017
- 2017年07月22日 - MURO FESTIVAL 2017
- 2017年08月13日 - TREASURE05X 2017
- 2017年10月01日 - YOYOGI SEESAW FESTIVAL 2017
- 2017年10月07日 - RIZE UP CIRCUIT 2017
- 2017年11月26日 - JOKA FES 2017
- 2017年12月28日 - O-Crest YEAR END PARTY 2017 4DAYS！
- 2017年12月30日 - KINOTONITE!!! - Year-end drinking party!! - Day 2
- 2018年02月03日 - でらロックフェスティバル2018
- 2018年02月22日 - Jack in the Boxxx!! 2018 -day.4-
- 2018年03月03日 - 見放題東京2018